# تيشباك
تيشباك (Tišpak) كان إله بلاد ما بين النهرين يرتبط بمدينة إشنونة القديمة ومنطقة نفوذها، وتقع في منطقة ديالى في العراق. كان في المقام الأول إله حرب، لكنه كان مرتبطًا أيضًا بالثعابين، بما في ذلك موشوسو وباسمو الأسطوريين، وبالملكية.
لم يكن تيشباك من أصل سومري ولا أكادي، وقد أدى إلى نزوح إله إشنونة الأصلي، نينازو. كانت أيقوناتها وشخصياتها متشابهة، على الرغم من أنها لم تعتبر رسميًا متطابقة في معظم مصادر بلاد ما بين النهرين.

## الأصل
من المفترض بشكل شائع أن الإله الوصي لإشنونا في البداية كان نينازو، الذي كان يُعبد في معبد إيسيكيل. ومنذ العصر السرجوني فصاعدًا، تنافس تيشباك مع نينازو في ذلك الموقع، ولم يعد يذكر الأخير في الوثائق الصادرة عنه بعد غزو حمورابي. على الرغم من التشابه في الشخصية، إلا أن نينازو وتيشباك لم يتم دمجهما بشكل كامل، وعلى عكس إنانا وعشتار أو إنكي وإيا فقد تم فصلهما في قوائم الآلهة.
ومن المتفق عليه عمومًا بين العلماء أن تيشباك لم يكن له أصل سومري ولا أكادي. اقترح فريتز هوميل في عام 1904 أنه كان مشابهًا لإله الطقس الحوري تيشوب. دعمت هذه النظرية أيضًا من قبل ثوركيلد جاكوبسن في البداية، على الرغم من أنه تخلى عنها لاحقًا واقترح أن اسم تيشباك له أصل أكادي، وهو ما يعتبر الآن غير قابل للتصديق. اعتمدت نظرية جاكوبسن الثانية على افتراض أن اسم تيشباك، الذي جادل بأنه يعني «المطر الغزير»، سيكون له معنى مماثل لأصل الكلمة الذي اقترحه لاسم نينازو، «الرب الذي يسكب الماء»، وفقًا له في إشارة إلى أنه كان إله أمطار الربيع. ومع ذلك، فمن المتفق عليه الآن أن اسم نينازو يعني «اللورد المعالج»، وأنه كان يعتبر إله العالم السفلي والنباتات وأحيانًا محارب إلهي، وليس إله الطقس. تم أيضًا اقتراح عيلام كنقطة أصل لتيشباك. المؤلفون المعاصرون الذين يدعمون هذا الرأي يشملون مارتن ستول، الذي يرى أنه من المحتمل أن يكون اسم تيشباك من أصل عيلامي، مانفريد كريبرنيك، الذي يصنف أيضًا اسم ابنه نانشاك على أنه عيلامي، وإيرين سيبينج-بلانتولت. في عام 1965، قام ديتز-أوتو إدزارد بدمج النظريتين، مجادلًا بأن تيشباك كان شكلًا عيلاميًا من تيشوب. يقترح فرانس ويجرمان أن تيشباك كان أحد الآلهة التي وصفها بـ«آلهة الثعابين العابرة للحدود»، وهي مجموعة يفترض أنها تطورت على الحدود بين الثقافة السومرية الأكادية والعيلامية والتي يعين لها أيضًا آلهة مثل نينازو ونينجيشزيدا. عشتاران (إله دير) والعيلامي إنشوشيناك (إله شوشن). في قائمة الآلهة An = Anum، تظهر جميعهم بالتسلسل، بعد إريشكيجال، وهو ما يشير وفقًا لويجرمان إلى أنهم كانوا يعتبرون آلهة العالم السفلي.

## الشخصية والأيقونات
يشير نقش الملك دادوشا من إشنونة إلى أن تيشباك كان يعتبر أحد الآلهة الرئيسية في منطقة نفوذ هذه المدينة، حيث أنه يأتي مباشرة بعد آنو وإنليل وسين وشمش، وقبل أداد. كانت شخصيته مشابهة لشخصية نينازو. كان إله حرب، يوصف بأنه «محارب الآلهة» (ursag ili). تسلط سلسلة التعويذة شوربو الضوء على هذه الميزة، حيث تطلق عليه لقب «سيد القوات» وتضعه في تسلسل مع نينجيرسو وزبابا، اللذين كانا يعتبران آلهة مولعة بالحرب. بالإضافة إلى ذلك، يصفه نص أكادي من إشنونة بأنه «خادم البحر» (أبارك تيمتم) و«البطل الشرس» (قرادوم العزوم).
تداخلت سمات تيشباك مع سمات نينازو وتضمنت اثنين من الصولجانات والعديد من الثعابين والوحوش الثعبانية، وخاصة التنين موشوسو. بالإضافة إلى ذلك، يشير الاسم العام من إشنونة إلى أن المحراث البرونزي كان أحد الأشياء المقدسة الموجودة في معبده الرئيسي. في أسطورة لابو المحفوظة بشكل سيئ، سلاح تيشباك الإلهي هو الختم، ويوصف بأنه قادر على التسبب في العواصف. ولا يشير ذلك بالضرورة إلى أنه كان إله الطقس، حيث أن نينورتا ومردوخ، اللذين لم يكن لهما مثل هذا الدور، استخدما أيضًا الظواهر الجوية كأسلحة في الأساطير. وقد اقترح مثل هذا التفسير في الدراسات القديمة، لكنه لم يعد مقبولا اليوم.
تم تمثيل اسم تيشباك لوغوغرافيًا بالعلامة MUŠ، والتي يمكن أن تشير أيضًا إلى آلهة أخرى، على سبيل المثال إنشوشيناك.
يمكن تصوير تيشباك على الأختام الأسطوانية وهو يركب موشوسو. الإشارات إلى التمثيلات المرئية له «يدوس على تنين» معروفة أيضًا في نصوص بلاد ما بين النهرين. بالإضافة إلى ذلك، في حين أن سكان بلاد ما بين النهرين تصوروا الآلهة بشكل عام على أنها مجسمة بالكامل، فقد تم وصفه في بعض الأحيان بأنه أخضر اللون، مما يشير ربما إلى أنه كان من المفترض أن يكون لديه جلد يشبه الثعبان. يظهر إله ذو حراشف على أختام من إشنونا، ولكن وفقًا لفرانس ويجرمان، قد يكون نينازو وليس تيشباك. كما لاحظ ثيودور ج. لويس، فإن الفن من إشنونة، الذي من المحتمل أن يصور تيشباك والوحوش المرتبطة به، غالبًا ما يتم تصنيفه بشكل غير صحيح على أنه كنعاني حتى في المنشورات الاحترافية، «متجاوزًا أي إشارة إلى تيشباك».

## العبادة
كان تيشباك يُعبد بشكل أساسي باعتباره الإله الوصي لإشنونا (تل أسمر)، وقد ظهر هناك لأول مرة في العصر السرجوني. احتفظت عبادته بدرجة من الأهمية خلال معظم الفترة البابلية القديمة، مثل مدينته إلى حد كبير. كان معبده الرئيسي هو Esikil، «البيت النقي»، في الأصل معبد نينازو. لا يُعرف سوى إشارة واحدة إلى مهرجان تيشباك، وهو كينكوم (الشهر الثاني عشر من التقويم المستخدم في إشنونة) في تيشباك.
بعد حصول إشنونة على الاستقلال بعد سقوط أسرة أور الثالثة، تطورت أيديولوجية ملكية كان فيها الملك ممثلًا لتيشباك. تم وصف الحاكم البشري للمدينة بأنه إنسي، وتيشباك بأنه لوغال. تمت الإشارة إلى الأخير أيضًا بألقاب كانت في فترات سابقة تنتمي إلى الألقاب الملكية الأكادية. ويقارنه بيت بونجراتز-ليستن بموضع الإله آشور في مدينته آشور. أحد ملوك إشنونة كان اسمه إيكويش تيشباك. أطلق بلالاما ودادوشا على نفسيهما اسم «محبوب تيشباك» ومن المرجح أنهما وضعا تمثالين له في معبده. تشير الأسماء المتعددة السنوات لحكام المدينة المختلفين إلى تيشباك أيضًا.
بالنسبة إلى مارتن ستول، لم يكن تيشباك يُعبد بشكل عام خارج مملكة إشنونة. لا توجد إشارات معروفة للعبادة النشطة له في مدن جنوب بلاد ما بين النهرين.
الأسماء الشخصية مع تشباك كأسماء ثيوفورية معروفة من شادوبم (تل حرمل) وهي مدينة كانت تقع داخل حدود مملكة إشنونة. موقع آخر غير إشنونة نفسه، على الرغم من أنه على الأرجح تابع له، ومنه تُعرف الأسماء الشخصية مع تيشباك كعنصر ثيوفوري، وهو موقع تشوغا غافانه في غرب إيران، والذي كان في أوائل الألفية الثانية قبل الميلاد مستوطنة أكادية في الغالب. ويشير كاميار عبدي وغاري بيكمان إلى أن التقويم المستخدم محلياً يظهر تقارباً مع التقويم المعروف من مواقع في منطقة ديالى، وعلى هذا الأساس يتم ربطه بإشنونة. في حين أن عدد الأسماء الشخصية التي تستحضر الآلهة من منطقة ديالى، وخاصة تيشباك (ابني تيشباك، ليبيت تيشباك، تيشباك جميل، تيشباك ناسي، تيشباك إدينام، وراد تيشباك) أعلى في الوثائق من سيبار من أي منها. في مكان آخر في بابل، من المحتمل أن الأشخاص الذين يحملونهم لم يكونوا من السكان الأصليين للمدينة، بل أفرادًا وصلوا من مملكة إشنونا. هناك أدلة على أن سيبار كان مرتبطًا ارتباطًا وثيقًا بإشنونا، بما في ذلك النصوص الاقتصادية والرسائل ووجود صيغ تحية تستحضر شمش جنبًا إلى جنب مع تيشباك، بدلاً من إله الوصاية في بابل القريبة، مردوخ.

## الأساطير
يروي أحد الألواح من مكتبة آشور بانيبال انتصار تيشباك على الوحش لابو، الموصوف بأنه خلقه البحر، ولكن صممه إنليل، ويبدو أنه بمثابة عقاب مشابه للفيضان في أسطورة أتراهاسس. يقول فرانس ويجرمان أن السرد يُظهر عددًا من أوجه التشابه مع أسطورة أنزو وإينوما إليش. كما أشار ويلفريد ج. لامبرت، فإن التركيبة الأكثر تشابهًا هي أسطورة مجزأة تبدو على ما يبدو أن نيرجال هو البطل، حيث يواجه وحشًا بحريًا نيابة عن إنليل. يقترح فرانس ويجرمان أن أسطورة لابو كانت بمثابة تفسير لارتباطات تيشباك بالمخلوقات الثعبانية مثل موشوسو، وكمبرر لتنصيبه كإله الوصي لإشنونا. يعتبر لامبرت نظريات ويجرمان حول الأسطورة بمثابة تكهنات بسبب سوء حالة الحفاظ على مصدرها الوحيد مما يجعل من المستحيل تفسيرها بالكامل.